# Stralsund: Es ist nie vorbei
Es ist nie vorbei ist ein deutscher Fernsehfilm von Christine Hartmann aus dem Jahr 2015. Es handelt sich um den siebten Filmbeitrag der ZDF-Kriminalfilmreihe Stralsund. In den Hauptrollen der Ermittler agieren Katharina Wackernagel, Wanja Mues, Alexander Held und Michael Rotschopf. Die Haupt-Gastrollen sind besetzt mit Bernadette Heerwagen, Jasmin Gerat, Harald Schrott, Peter Prager und Claudia Rieschel.

## Handlung
Nachdem der Besitzer einer Tankstelle erschossen worden ist, kann die Täterin anhand der Bilder der Überwachungskamera ausgemacht werden. Es ist Lisa Becker, die seinerzeit wegen Mordes an Susanne Winkler, der Leiterin des Kriminalkommissariats Stralsund, verurteilt wurde. Während eines Arztbesuchs gelang Becker die Flucht. Kriminalkommissarin Nina Petersen wird zu dem seelischen Stress, den sie momentan ohnehin hat, nun auch noch mit den damaligen Ereignissen konfrontiert.
Fieberhaft fahndet man nach Becker und wendet sich dabei auch an die Gefängnispsychologin Martina Görges, der die Betreuung Beckers oblag und die sie wohl besser kannte, als jeder andere. Sie kann sich den brutalen Überfall und die Aggressivität, mit der Becker vorgegangen ist, nicht erklären. Während man noch auf der Suche nach Becker ist, wird ein weiterer Mann ermordet, der Gastwirt Robert Gromek. Die aufgenommenen Ermittlungen deuten darauf hin, dass Becker auch in diesem Fall höchstwahrscheinlich die Täterin ist.
Als Becker bei Görges auftaucht, wird klar, dass die Frauen inzwischen ein Liebespaar sind. Geplant war eine gemeinsame Flucht, die Görges entsprechend vorbereiten wollte. Beckers vorzeitige Flucht erschwert den eigentlichen Plan nun erheblich. Die erschossenen zwei Männer mussten sterben, weil sie Görges, als diese noch ein Kind war, missbraucht hatten. Auch Lisa Becker teilt dieses Schicksal; sie wurde als Kind von ihrem Vater missbraucht. Obwohl auch Görges’ eigener Vater an dem Missbrauch im Kindesalter beteiligt war, fühlt diese sich für den seit einem Schlaganfall hilflos ans Bett gefesselten Mann verantwortlich. Als die Therapeutin in dessen Haus nach ihrem Vater sieht, trifft sie dort den wegen guter Führung frühzeitig entlassenen Michael Broder an, mit dem Lisa Becker einmal liiert war. Broder war seinerzeit ebenfalls in den „Fall Susanne Winkler“ verwickelt. Broder will Görges erpressen, da er Geld für einen Neuanfang braucht.
Unabgesprochen taucht Lisa Becker in Görges’ Haus auf und meint zu Martina, sie verstehe das nicht, ihr Vater habe ihr doch immer weh getan, er bereue nicht und wolle sich genau wie die anderen auch gar nicht erinnern. Lisa bringt Martina dazu, ihre Sachen zu packen, um sich gemeinsam aus Deutschland abzusetzen. Während Martina packt, drückt sie dem alten Herrn jedoch ein Kissen aufs Gesicht, bis er erstickt ist.
Petersen und Hidde haben inzwischen in Erfahrung gebracht, dass Görges während sogenannter Skatnachmittage von den Männern missbraucht worden ist und finden Frank Görges kurz darauf tot in seinem Haus vor. Max Morolf hingegen, der Michael Broder seit seiner Haftentlassung beschattet hat, verliert dessen Spur, als er in eine Verkehrskontrolle gerät. Kriminaltechniker Stein findet eine Möglichkeit, anhand des im Haus vorgefundenen Handys von Görges festzustellen, an welchen Orten der Besitzer des Handys sich häufig aufgehalten hat. So kommen die Ermittler auf die Adresse eines am See gelegenen Blockhauses. Tatsächlich halten die Frauen sich dort auf und packen gerade 68.000 Euro in eine Tasche, als Broder auf einmal in der Tür steht. Nur wenig später erscheint Morolf. Beim Blick durchs Fenster sieht er, wie Lisa Becker die Schusswaffe auf Broder richtet. Broder spielt die Frauen gegeneinander aus, sodass Martina Görges sich die Waffe greifen kann. Sie schießt Broder ins Bein. Die Frauen greifen sich die Tasche mit dem Geld, treffen vor dem Haus jedoch auf Morolf, der Lisa auffordert, die Waffe fallen zu lassen. Nach kurzem Zögern richtet sie diese jedoch auf Morolf, woraufhin dieser einen Schuss abfeuert, der Lisa tödlich im Bauchbereich trifft. Martina Görges bricht über ihrer Freundin zusammen. Kurz darauf treffen Petersen, Hidde und das MEK ein. Petersen begibt sich zu der am See zusammengesunkenen Therapeutin, die immer noch die Waffe bei sich hat. Sie hält sie sich an den Kopf und will wissen, ob Lisa wirklich tot sei, was Petersen bejaht. Lisa sei kein Monster gewesen, sie habe die Männer für sie getötet – aus Liebe. Nina Petersen versichert Görges, dass sie sie verstehe und bittet erneut darum, ihr die Waffe auszuhändigen. Görges meint, sie habe Lisa versprochen, sie nie wieder allein zu lassen, hebt die Pistole an ihren Kopf und drückt ab. Verzweifelt flüstert Petersen: „Ich habe es nicht geschafft“ und läuft davon.

## Produktion

### Produktionsnotizen, Dreharbeiten
Produziert wurde der Film von der Network Movie, Film- und Fernsehproduktion Wolfgang Cimera GmbH & Co. KG, Köln, Herstellungsleitung: Andreas Breyer, Produktionsleitung: Ralph Retzlaff, verantwortlicher ZDF-Redakteur Martin R. Neumann.
Es ist nie vorbei wurde im Zeitraum 30. September bis 31. Oktober 2014 in Stralsund und Umgebung sowie auf Rügen und in Hamburg gedreht. Der Arbeitstitel lautete: Stralsund VII – Gnadenlose Jagd.

### Hintergrund
Christine Hartmann, die in der siebten Folge Regie führte, äußerte in einem Interview, dass es eine große Ehre für sie gewesen sei, „für die von Martin Eigler und Sven Poser ins Leben gerufene, hervorragende Krimireihe ‚Stralsund‘, ‚Es ist nie vorbei‘, zu inszenieren“. Auch sei es „eine große Freude“ für sie gewesen „mit dem festen Ermittlerteam – allen voran Katharina Wackernagel – die Figuren einmal mehr auszuloten“. Es sei für sie zudem „eine wunderbare Herausforderung“ gewesen, „Bernadette Herwagen und Jasmin Gerat in einer verhängnisvollen Patienten-Ärztin-Konstellation zu inszenieren“. Zum Drehort meinte sie, Stralsund sei „eine wunderbare Kulisse“. „Die weite Landschaft“ biete „nicht nur beeindruckende Motive“, sondern stelle „für die Ermittler auch eine zusätzliche Herausforderung dar“.
Katharina Wackernagel antwortete auf die Frage, was ihr an dieser Geschichte besonders gut gefallen habe: „Die Rückkehr der Figuren Lisa Becker und Michael Broder aus dem ersten Teil fand ich eine spannende Idee. Ich mag es, wenn sich in einer Reihe die Kreise schließen.“ Weiter äußerte Wackernagel, dass sie schätze, dass „die Figuren der Kommissare eine fortlaufende Geschichte“ hätten, „die zwar immer wieder angerissen“ werde, „aber nicht in den Mittelpunkt dräng[e]“. Da die Autoren die Figuren ernst nähmen, könnten sich „die Charaktere immer weiter entwickeln“. Sie möge das Ermittlerteam und Rügen sei „eine tolle Kulisse“.
Wanja Mues antwortete auf die Frage, was ihm an dieser Geschichte besonders gut gefallen habe, er sei „schon beim Lesen von der Figur der Lisa Becker fasziniert“ gewesen. Beim Anschauen des Films habe ihn „begeistert, wie fein Bernadette Heerwagen diese Figur bespielt“ habe. Mues sprach von „wunderbaren Kollegen“, mit denen er in diesem Format zusammenarbeiten dürfe und lobte die Drehbücher, die „von Meistern ihres Fachs konzipiert und geschrieben“ worden seien. Alles in allem sei ‚Stralsund‘ „eine mutige, eigenwillige und auf höchstem Niveau umgesetzte Reihe“, und er sei „froh, dabei sein zu dürfen“.
Jasmin Gerat antwortete auf die Frage, was gereizt und den Ausschlag gegeben habe, die Rolle der Figur Martina Görges anzunehmen: „Ich fand es sehr spannend, mich einer Figur anzunähern, die mit so einem Schicksal lebt, und mir ihre ganz eigene Art des Umgangs damit schauspielerisch erarbeiten zu dürfen. Das Gesamtpaket hat hier einfach gestimmt: unsere mutige Regisseurin, meine wundervolle Kollegin Bernadette Heerwagen und das Drehbuch haben zu meiner Entscheidung wesentlich beigetragen.“
Auch Bernadette Heerwagen wurde dieselbe Frage wie Gerat gestellt. Sie erzählte, dass die Rolle der Lisa Becker den Verantwortlichen „so gut gefallen“ habe, dass sie nicht, wie ursprünglich vorgesehen, in der ersten Folge sterben, sondern weiterleben durfte, um sie in einer späteren Folge wieder auftauchen zu lassen. Auch ihr habe die Figur „viel Freude gemacht“ und so habe sie nichts dagegen gehabt, sie wieder aufleben zu lassen. Gefallen habe ihr, dass Lisa „eine sehr sprunghafte und impulsive junge Frau“ sei, „die man schlecht einschätzen“ könne.

### Veröffentlichung
Stralsund: Es ist nie vorbei wurde am 31. Oktober 2015 zur Hauptsendezeit im ZDF erstausgestrahlt.
Der Film wurde am 22. April 2016 vom Studio Hamburg Enterprises auf DVD veröffentlicht zusammen mit den Folgen 5, 6 und 8.

## Rezeption

### Einschaltquote
Bei seiner Erstausstrahlung wurde der Film von 6,08 Millionen Zuschauern verfolgt, was einem Marktanteil von 20,2 % entspricht.

### Kritik
Der Kritiker Tilmann P. Gangloff führte aus: „‚Es ist nie vorbei‘: Das ist im Fall dieses Krimis ein Titel von fast schon grimmiger Doppeldeutigkeit. Einerseits bezieht er sich auf die Folgen von kindlichem Missbrauch, der die Opfer ihr Leben lang prägt, andererseits hat er konkreten Bezug zu den Ermittlern, denn die dürfen ein Wiedersehen feiern, das für sie selbst eher zweifelhaft, für die langjährigen Fans der Reihe aber ein Fest ist.“ Bezogen auf Bernadette Heerwagen schrieb Broder: „Bernadette Heerwagen hatte damals als unberechenbarer Faktor in einem bösen Spiel die reizvollste Rolle, und das gilt auch für den neuen Fall.“ Zwar sei der mittlerweile siebte Film „nicht ganz so kraftvoll wie frühere Beiträge […], aber immer noch sehenswert“. Das liege „einerseits an Bernadette Heerwagen, die als blonder Racheengel ganz in schwarz durch das Geschehen irrlichtert und eine blutige Spur“ hinterlasse. „Die Konstruktion mit der Psychologin als Leidens- und Bettgefährtin“ sei „etwas gewagt, aber sie funktionier[e]“. Der „Reiz der Reihe“ habe „von Anfang an im Mit- und vor allem Gegeneinander der Teammitglieder“ gelegen, daran hätten auch „die Besetzungswechsel nichts geändert“. Davon abgesehen, sei diese Folge „auch für Gelegenheitszuschauer ein guter Thriller“, weil niemand wissen könne, „wie sich die aggressive und psychisch labile Lisa verhalten“ werde. Schrott verkörpere Broder erneut „mit einer irritierend faszinierenden Mischung aus Coolness und latenter Brutalität“ und so komme es schließlich „zum fesselnden Finale auf Rügen, das keiner der Beteiligten ohne Verletzungen an Leib und Seele übersteh[e]“.
Rainer Tittelbach von tittelbach.tv gab 3,5 von 6 möglichen Sternen, verwies auf die Fäden aus der Auftaktepisode und hielt den „Perspektivwechsel zwischen Polizei und der mordlustigen Antagonistin“ für den „größten Reiz dieses passablen Gebrauchskrimis, den Bernadette Heerwagens Physis veredel[e]“. Umso stärker würden die Dialoge abfallen, „die allerdings bestens als SMS- oder Twitter-News geeignet“ seien. Tittelbach meinte weiter: „Die Figuren wirken unangemessen angestrengt und vieles andere wirkt so, als ob es bemüht würde, damit die Konstruktion des Plots aufgeht. In ‚Es ist nie vorbei‘ begleitet der Zuschauer die mordlustige Antagonistin ohne Affektkontrolle ein Stück weit auf ihrem Rachefeldzug. Der Perspektivwechsel inklusive zweier genretypischer Wendungen ist narrativ und physisch das Spannendste an diesem Film von Christine Hartmann […]. Überzeugendes Medium dafür ist Bernadette Heerwagen, die ihrer Figur etwas Unstetes, Unberechenbares, einen Tick Irrsinn im Blick und einen Schuss Erotik mitgibt.“
Auch Prisma lobte Bernadette Heerwagen, die die Antagonistin „eindruckvoll verkörpert“ und den „Zuschauer mitreißend in psychologische Untiefen verstrickt“ habe. Das tröste auch „über den Mangel an wirklicher Ermittlungsarbeit hinweg“.
Frederic Servatius von der Seite Quotenmeter.de war der Meinung, in der zweiten Episode nach Wotan Wilke Möhring sei „die Stimmung noch immer eingetrübt“. Das mache sich auch „qualitativ bemerkbar“. Petersen bleibe hier „nichts erspart, dem Zuschauer leiden ebenso wenig“. Abschließend heißt es: „Weil ihr [gemeint ist die Figur Petersen] (wie auch dem Kollegen Morolf) die Ambivalenz in der Figurenbeschreibung fehlt, bekommt der Zuschauer vor allem eine Einheitssuppe zu sehen. Vielleicht also braucht ‚Stralsund‘ kreativere Geschichten für die Folgen. Ganz sicher aber bedarf es einer Weiterentwicklung der Kernfiguren. Die nämlichen geben höchstens vor sich zu entwickeln, tun aber in Wahrheit nicht wirklich viel. Ist es denn nie vorbei?“
Liane Liebenrath vom KrimiKiosk schloss ihre Betrachtung mit den Worten ab: „Die Grundfrage, die hier thematisiert wird, ist: Wer ist Opfer und wer Täter? Warum wird ein Opfer zum Täter, wie weit ist man, wenn man schon verletzt ist, auch manipulierbar? Trotz guter schauspielerischer Leistungen leider viel zu vorhersehbar.“
TV Spielfilm zeigte mit dem Daumen zur Seite, gab für Action, Spannung und Erotik je einen von drei möglichen Punkten und schrieb, dass es spannend sei, solange das Motiv unklar bleibt. „Dann aber endet alles trotz reizvoller Story in einem wenig packenden Finale.“ Fazit: „Der Auftakt ist nicht übel, dann wird’s flach.“